# Arthroleptis pyrrhoscelis
Arthroleptis pyrrhoscelis es una especie de anfibios de la familia Arthroleptidae.
Es endémica de la República Democrática del Congo.
Su hábitat natural son las praderas subtropicales o tropicales a gran altitud.